# Nemzeti Bajnokság I 1904
La Nemzeti Bajnokság I 1904 fue la cuarta edición del Campeonato de Fútbol de Hungría. El campeón fue el MTK Budapest, que conquistó su primer título de liga. Descendió a la NBII el Fővárosi TC. El goleador fue József Pokorny, del Ferencvárosi TC. Se otorgaron dos puntos por victoria, uno por empate y ninguno por derrota.

## Tabla de posiciones
|   | Equipo          | PJ | PG | PE | PP | GF | GC | DG  | Pts | Notas      |
| - | --------------- | -- | -- | -- | -- | -- | -- | --- | --- | ---------- |
| 1 | MTK             | 16 | 11 | 3  | 2  | 28 | 13 | +15 | 25  | Campeón    |
| 2 | Ferencvárosi TC | 16 | 11 | 2  | 3  | 48 | 16 | +32 | 24  |            |
| 3 | Budapesti TC    | 16 | 9  | 4  | 3  | 28 | 13 | +15 | 22  |            |
| 4 | MÚE             | 16 | 6  | 4  | 6  | 21 | 30 | -9  | 16  |            |
| 5 | Postás          | 16 | 6  | 2  | 8  | 17 | 17 | 0   | 14  |            |
| 6 | Magyar AC       | 16 | 6  | 2  | 8  | 25 | 27 | -2  | 14  |            |
| 7 | Műegyetemi AFC  | 16 | 4  | 5  | 7  | 22 | 23 | -1  | 13  |            |
| 8 | 33 FC           | 16 | 4  | 4  | 8  | 20 | 31 | -11 | 12  |            |
| 9 | Fővárosi TC     | 16 | 0  | 4  | 12 | 16 | 55 | -39 | 4   | Descendido |

PJ = Partidos jugados; PG = Partidos ganados; PE = Partidos empatados; PP = Partidos perdidos; GF = Goles a favor; GC = Goles en contra; DG = Diferencia de gol; Pts = Puntos